# Mysella grippi
Mysella grippi är en musselart som först beskrevs av Dall 1912.  Mysella grippi ingår i släktet Mysella och familjen Lasaeidae. Inga underarter finns listade i Catalogue of Life.